# Gudmundite
La gudmundite est une espèce minérale du groupe des arsénopyrites.

## Étymologie
Le nom « gudmundite » vient de la localité de Gudmunstorp, en Suède.